# Kathleen (filme)
Kathleen é um filme de comédia dramática estadunidense de 1941, dirigido por Harold S. Bucquet e protagonizado por Shirley Temple.